# Llista de topònims de Montlluís
Llista de topònims (noms propis de lloc) de Montlluís (Conflent).
Informació actualitzada per un bot. Els canvis manuals es perdran quan s'actualitzi!

## Misc
| imatge | Nom                                          | Ubicat a           | instància de                               | Detalls                                                   | coordenades                                                                                             | Protecció                                                               | Commons (més fotos)                              | Dades a WD                    |
| ------ | -------------------------------------------- | ------------------ | ------------------------------------------ | --------------------------------------------------------- | --- | ----------------------------------------------------------------------- | ------------------------------------------------ | ----------------------------- |
|        | Ciutadella de Montlluís                      | Montlluís          | ciutadella                                 | Arquitecte: Sébastien Le Prestre de Vauban                | 42° 30′ 37″ N, 2° 07′ 07″ E / 42.5103°N,2.11861°E                                                       |                                                                         | Citadel of Mont-Louis                            | Modifica les dades a Wikidata |
|        | Forn solar de Montlluís                      | Montlluís          | forn solar d'alta temperatura              |                                                           | 42° 30′ 27″ N, 2° 07′ 16″ E / 42.5075°N,2.1211°E 1570 msnm                                              | monument històric inventariat marca «Patrimoni del segle XX»            | Four solaire de Mont-Louis                       | Modifica les dades a Wikidata |
|        | Pou de la Vila                               | Montlluís          | pou                                        |                                                           | 42° 30′ 29″ N, 2° 07′ 17″ E / 42.508°N,2.1214°E fr:rue du Marché                                        | monument històric inventariat                                           | Puits de Mont-Louis                              | Modifica les dades a Wikidata |
|        | Pou dels Forçats                             | Montlluís          | edifici                                    |                                                           | 42° 30′ 40″ N, 2° 07′ 08″ E / 42.510975°N,2.118781°E 1601.1 msnm                                        |                                                                         |                                                  | Modifica les dades a Wikidata |
|        | Sant Lluís Rei de la Ciutadella de Montlluís | Montlluís          | capella                                    |                                                           | 42° 30′ 38″ N, 2° 07′ 08″ E / 42.510598°N,2.118804°E 1600.2 msnm                                        |                                                                         | Église Saint-Louis de la citadelle de Mont-Louis | Modifica les dades a Wikidata |
|        | Sant Lluís de Montlluís                      | Montlluís          | església                                   | Anomenat per: Lluís IX de França                          | 42° 30′ 31″ N, 2° 07′ 20″ E / 42.508611111111°N,2.1222222222222°E fr:place de la République 1577.4 msnm | monument històric inventariat                                           | Église Saint-Louis de Mont-Louis                 | Modifica les dades a Wikidata |
|        | Tet                                          | Pirineus Orientals | riu                                        | Desemboca: mar Mediterrània Llarg: 115.8km Conca: 1369km² | 42° 42′ 48″ N, 3° 02′ 23″ E / 42.713333333333°N,3.0397222222222°E                                       |                                                                         | Têt                                              | Modifica les dades a Wikidata |
|        | avantmuralla i ciutadella de Montlluís       | Montlluís          | grup d'estructures o edificis fortificació | Superfície: 37 157ha                                      | 42° 30′ 36″ N, 2° 07′ 11″ E / 42.51°N,2.11972°E                                                         | lloc component de Patrimoni de la Humanitat                             |                                                  | Modifica les dades a Wikidata |
|        | casa de la vila de Montlluís                 | Montlluís          | instal·lació Ús: seu del govern local      |                                                           | 42° 30′ 29″ N, 2° 07′ 22″ E / 42.5080548090881°N,2.12274242232699°E fr:BD VAUBAN, 66210 MONT-LOUIS      |                                                                         | Town hall of Mont-Louis                          | Modifica les dades a Wikidata |
|        | cementiri de Montlluís                       | Montlluís          | cementiri                                  |                                                           | 42° 30′ 23″ N, 2° 07′ 18″ E / 42.5064°N,2.1218°E                                                        |                                                                         |                                                  | Modifica les dades a Wikidata |
|        | monument al general Dagobert                 | Montlluís          | monument memorial de guerra                |                                                           | 42° 30′ 30″ N, 2° 07′ 19″ E / 42.50845555555556°N,2.121827777777778°E                                   |                                                                         | Monument au général Dagobert à Mont-Louis        | Modifica les dades a Wikidata |
|        | muralla de Montlluís                         | Montlluís          | avantmuralla Avantmuralla                  | Arquitecte: Sébastien Le Prestre de Vauban                | 42° 30′ 28″ N, 2° 07′ 20″ E / 42.50783°N,2.12217°E 42° 30′ 27″ N, 2° 07′ 18″ E / 42.50759°N,2.12174°E   | monument històric catalogat lloc component de Patrimoni de la Humanitat | City walls of Mont-Louis                         | Modifica les dades a Wikidata |